# NGC 1314
NGC 1314 je galaksija u zviježđu Eridan.

## Vanjske poveznice
- SEDS: NGC 1314